# Charles E. Potter

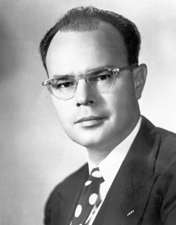
Charles E. Potter

Charles Edward Potter (* 30. Oktober 1916 in Lapeer, Lapeer County, Michigan; † 23. November 1979 in Washington, D.C.) war ein US-amerikanischer Politiker (Republikanische Partei), der den Bundesstaat Michigan in beiden Kammern des Kongresses vertrat.

## Militärische Laufbahn
Nach dem Besuch der öffentlichen Schulen seiner Heimat setzte Charles Potter seine Ausbildung an der Eastern Michigan University in Ypsilanti und erwarb dort 1938 einen Bachelor-Abschluss. Danach war er bis 1942 als Leiter einer Sozialhilfe-Einrichtung im Cheboygan County tätig. Nach dem Eintritt der Vereinigten Staaten in den Zweiten Weltkrieg trat er der US Army im Rang eines Private bei und wurde als Soldat der 28. Infanteriedivision auf dem europäischen Kriegsschauplatz eingesetzt. 1945 wurde er in Colmar schwer verwundet, woraufhin ihm beide Beine amputiert werden mussten. Im folgenden Jahr schied er offiziell im Rang eines Major aus dem Dienst.
Potter wurde zweimal mit dem Silver Star sowie dem Purple Heart und dem französischen Croix de guerre ausgezeichnet. Nach Kriegsende war er bis 1947 als Beauftragter für die berufliche Wiedereingliederung bei der Retraining and Reemployment Administration, einer Unterbehörde des US-Arbeitsministeriums, beschäftigt.

## Abgeordneter und Senator
Seine politische Karriere begann mit dem Einzug ins Repräsentantenhaus der Vereinigten Staaten. Am 26. August 1947 wurde er im elften Kongresswahlbezirk von Michigan zum Nachfolger des verstorbenen Abgeordneten Frederick Van Ness Bradley gewählt, woraufhin er der Parlamentskammer nach zweimaliger Wiederwahl bis zum 4. November 1952 angehörte. An diesem Tag nahm er an der Nachwahl zum US-Senat teil, die nach dem Tod von Arthur H. Vandenberg notwendig geworden war. Zum kommissarischen Nachfolger des republikanischen Senators war der Demokrat Blair Moody ernannt worden, der ebenfalls zur Wahl antrat. Potter gewann mit 51,2 Prozent der Stimmen, Moody erhielt 48,7 Prozent. Bei der gleichzeitig durchgeführten Wahl für die folgende Legislaturperiode, die am 3. Januar 1953 begann, setzte sich Potter ebenfalls gegen Moody durch, wobei sein Vorsprung hierbei um wenige Prozentpunkte geringer ausfiel.
Während seiner Amtszeit als Senator war Potter das einzige Mitglied des Subcommittee on Korean War Atrocities, eines Unterausschusses des von Joseph McCarthy geleiteten Committee on Government Operations. Der Ausschuss befasste sich mit Verbrechen, die während des Koreakrieges begangen wurden. 1958 bewarb Potter sich um die Wiederwahl, unterlag aber dem Demokraten Philip Hart, woraufhin er am 3. Januar 1959 aus dem Senat ausscheiden musste.
Nach seiner Zeit im Kongress betätigte Charles Potter sich als Industrieberater und Manager in internationalen Sicherheitsfragen. 1965 veröffentlichte er seine Memoiren unter dem Titel „Days of shame“, in dem er auf die Konflikte zwischen Republikanern und Demokraten beim Kampf gegen Senator McCarthy Bezug nahm. Potter war während seiner Zeit als Senator ein enger Vertrauter von Präsident Dwight D. Eisenhower. Seinen Ruhestand verbrachte er in Queenstown (Maryland); er verstarb im November 1979 im Walter-Reed-Militärkrankenhaus in Washington und wurde auf dem Nationalfriedhof Arlington beigesetzt.